# Shaun Alexander
Pour les articles homonymes, voir Alexander.
(en) Statistiques sur pro-football-reference
Shaun Alexander, né le 30 août 1977 à Florence (Kentucky), est un joueur américain de football américain ayant évolué à la position de running back.
Il a joué neuf saisons dans la National Football League (NFL) pour les Seahawks de Seattle (2000 à 2007) et les Redskins de Washington (2008).

## Biographie

### Carrière universitaire
Il a joué au niveau universitaire à l'université de l'Alabama où il totalise 3 166 yards à la course ainsi que 54 touchdowns en trois saisons.

### Carrière professionnelle
Sélectionné par les Seahawks de Seattle en 19e position lors de la draft 2000 de la NFL, il devient le running back titulaire et également la vedette. Il est considéré comme l'un des meilleurs running backs de sa génération, totalisant 88 touchdowns depuis son arrivée en NFL.
Il a été élu meilleur joueur de la saison régulière durant la saison 2005 au vu du très bon bilan de Seattle (13 victoires pour 3 défaites) et de son record de touchdown (27) établi cette même année (battu l'année suivante par LaDainian Tomlinson). Il est d'ailleurs parvenu ensuite à hisser son équipe jusqu'au premier Super Bowl de l'histoire de la franchise, match cependant perdu face aux Steelers de Pittsburgh sur le score de 10 à 21.
Après deux saisons entachées par de mauvaises statistiques dues notamment à l'âge et à diverses blessures, il est libéré par les Seahawks le 22 avril 2008. Le 14 octobre 2008, il signe avec les Redskins de Washington pour un an.
Après cette saison où il ne joue que 4 matchs (aucun touchdown, 33 yards gagnés, 24 à la course et 9 à la réception), il décide de mettre un terme à sa carrière professionnelle.

## Statistiques
| Année              | Équipe                 | MJ                 |       | Courses | Courses | Courses | Courses |       | Passes réceptionnées | Passes réceptionnées | Passes réceptionnées | Passes réceptionnées |  | Fumbles | Fumbles |
| Année              | Équipe                 | MJ                 | Nb.   | Yards   | Moy.    | TD      | Nb.     | Yards | Moy.                 | TD                   | Nb.                  | Perdus               |  |         |         |
| 2000               | Seahawks de Seattle    | 16                 | 64    | 313     | 4,9     | 2       | 5       | 41    | 8,2                  | 0                    | 2                    | 2                    |  |         |         |
| 2001               | Seahawks de Seattle    | 16                 | 309   | 1 318   | 4,3     | 14      | 44      | 343   | 7,8                  | 2                    | 4                    | 4                    |  |         |         |
| 2002               | Seahawks de Seattle    | 16                 | 295   | 1 175   | 4       | 16      | 59      | 460   | 7,8                  | 2                    | 3                    | 1                    |  |         |         |
| 2003               | Seahawks de Seattle    | 16                 | 326   | 1 435   | 4,4     | 14      | 42      | 295   | 7                    | 2                    | 4                    | 3                    |  |         |         |
| 2004               | Seahawks de Seattle    | 16                 | 353   | 1 696   | 4,8     | 16      | 23      | 170   | 7,4                  | 4                    | 5                    | 3                    |  |         |         |
| 2005               | Seahawks de Seattle    | 16                 | 370   | 1 880   | 5,1     | 27      | 15      | 78    | 5,2                  | 1                    | 5                    | 1                    |  |         |         |
| 2006               | Seahawks de Seattle    | 10                 | 252   | 896     | 3,6     | 7       | 12      | 48    | 4                    | 0                    | 6                    | 3                    |  |         |         |
| 2007               | Seahawks de Seattle    | 13                 | 207   | 716     | 3,5     | 4       | 14      | 76    | 5,4                  | 1                    | 2                    | 0                    |  |         |         |
| 2008               | Redskins de Washington | 4                  | 11    | 24      | 2,2     | 0       | 1       | 9     | 9                    | 0                    | 0                    | 0                    |  |         |         |
| Totaux en carrière | Totaux en carrière     | Totaux en carrière | 2 187 | 9 453   | 4,3     | 100     | 215     | 1 520 | 7,1                  | 12                   | 31                   | 17                   |  |         |         |